# Дъб (музикален стил)
Дъб е музикален жанр, произлязъл от реге музиката на Ямайка през 1960-те години.
Смятан е от мнозина за поджанр на регето, въпреки че го е надрастнал в развитието си. По същество музиката представлява инструментално ремиксиране на вече съществуващи песни, при което се подчертават барабаните и басите. Дъб звученето се получава след елиминирането на вокалите от съществуваща песен и добавянето на обемни ехтящи ефекти, реверберации и други ефекти, както и спорадични къси сегменти от текста на оригиналната песен. Тази нова версия се нарича ридим.
Пионерите в дъ̀ба са Кинг Тъби (Озбърн Ръдок), Лий Пери – Скрач, Ерол Томпсън и други творци от края на 60-те. Продуцентите Клайв Чин и Хърман Чин Лой също експериментират със записи на смесителния пулт – извън условията на денсхола. Тези продуценти, главно Ръдок и Пери, разглеждат смесителния пулт като музикален инструмент и създават нова музика като манипулират готови песни.
Дъбът оказва влияние върху редица музикални жанрове, включително рок (основно пост-пънка и други видове пънк), поп, хип-хоп, диско, хаус, техно, ембиънт и трип хоп. Освен това той заляга в основата на джънгъла (дръм енд бейс) и дъбстепа.

## Дъб изпълнители
- Бърнин Спиър (Ямайка)
- Дъб Синдикат (Англия)
- Дафт Дъб (България)
- Ейжън Дъб Фондейшън (Англия)
- Джа Шака (Англия)
- Кинг Тъби (Ямайка)
- Лий Пери (Ямайка)
- Мад Професър (Гаяна)
- Клаш (английска пънк група с елементи на дъб и много други стилове)
- Съблайм (САЩ)
- Хорас Анди (Ямайка)
- Ю Би Форти (Англия)